# Inkosa
Inkosa is een geslacht van kevers uit de familie van de loopkevers (Carabidae). De wetenschappelijke naam van het geslacht is voor het eerst geldig gepubliceerd in 1926 door Peringuey.

## Soorten
Het geslacht Inkosa omvat de volgende soorten:
- Inkosa latiuscula Peringuey, 1926
- Inkosa minor Straneo, 1995